# Andy Warhol
Andy Warhol (Pittsburgh, 6 augustus 1928 – New York, 22 februari 1987) was een Amerikaans kunstenaar, filmregisseur en auteur. Warhol werkte tevens als muziekproducent en acteur. Vanuit zijn achtergrond en ervaring in de toegepaste kunst was Warhol een van de protagonisten van de popart in de Verenigde Staten in de jaren 50 en 60 van de 20e eeuw. Warhol wordt ook wel the silver prince of the pop genoemd.
Warhol is vooral beroemd om zijn 'vlakke' en contrastrijke schilderijen en zeefdrukken van verpakte producten en alledaagse objecten zoals Campbell's-soepblikken, bloemen en de banaan op de cover van het album The Velvet Underground & Nico (1967), alsook voor zijn gestileerde portretten van 20e-eeuwse beroemdheden als Marilyn Monroe, Grace Jones, Elvis Presley, Judy Garland en Elizabeth Taylor.

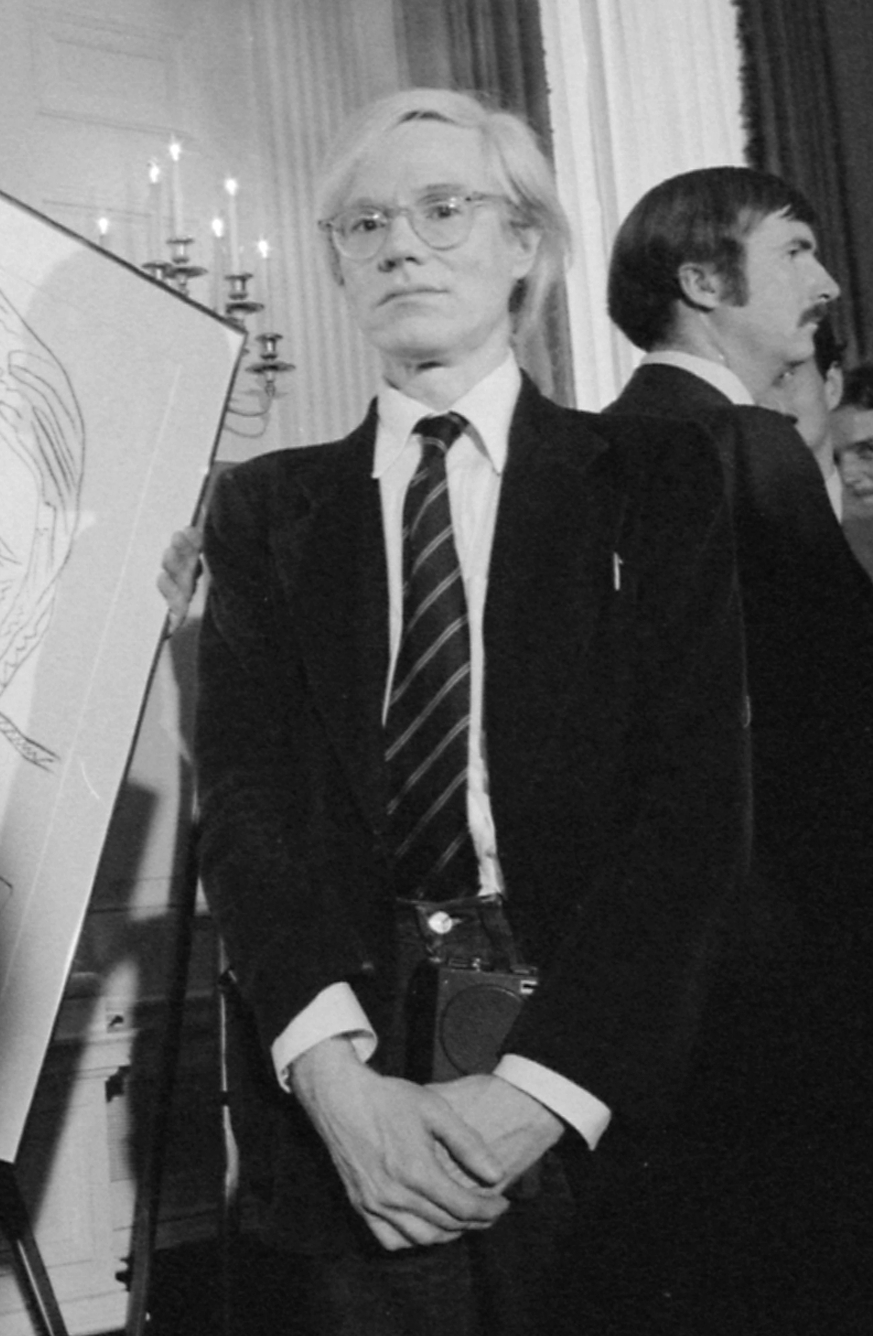
Andy Warhol in 1977

## Biografie
Andy Warhol werd als Andrew Warhola geboren in Pittsburgh (Verenigde Staten). Zijn ouders waren Ondrej (Andrew) Varhola en Julia Justyna Zavacká, etnische Lemko immigranten uit het dorp Miková in het huidige Slowakije. Ondrej, wiens familienaam oorspronkelijk als Varhola werd geschreven, veranderde de schrijfwijze naar Warhola, toen hij naar de VS emigreerde. Hij werkte in de kolenmijnen van Pennsylvania. Andy toonde reeds vroeg artistiek talent en ging toegepaste kunst studeren in Pittsburgh aan het Carnegie Institute of Technology, de tegenwoordige Carnegie Mellon University. Daar viel hij op door het tekenen van twee zelfportretten, waarop hij in zijn neus aan het peuteren was (Upper Torso Boy Picking Nose en Full Figure Boy Picking Nose).
In 1949 verhuisde Warhol naar New York, waar hij een carrière opbouwde in de reclame- en tijdschriftenwereld.
Tegen 1959 was hij een succesvol reclame-ontwerper met een gemiddeld jaarinkomen van 65000 dollar en bijna jaarlijkse medailles en andere professionele onderscheidingen.

### De jaren zestig inthe Factory
Warhols eerste illustraties dateren van 1961, toen hij het boek Amy Vanderbilt's Complete Cook Book van Amy Vanderbilt van illustraties voorzag. In de jaren zestig startte Warhol met het op groot formaat schilderen van beroemde Amerikaanse producten als Campbell's-soepblikken en Coca-Cola-flessen. Hij wist de invloedrijke galeriehouder en kunstverzamelaar Leo Castelli te interesseren voor zijn werk. Hij ging de zeefdruktechniek gebruiken, om niet louter kunst te maken met alledaagse commerciële massaproducten als motief, maar om zelfs zijn eigen kunst als massaproduct te creëren. Warhol wilde het liefst een emotieloze machine worden. Hij stelde zich op als chef van een team van kunstarbeiders die zich bezighielden met het maken van zeefdrukken, films, boeken en tijdschriften. Dit team was actief in een studio in de buurt van Union Square in New York. De studio werd the Factory genoemd, omdat er werkelijk een productielijn van schilderijen in gehuisvest was. Deze studio groeide uit tot een ontmoetingsplaats voor artiesten, homo's, travestieten, junks en fotomodellen. Iedereen met enige artistieke pretentie was er welkom.
De oorspronkelijke Factory was gevestigd in een oude pettenfabriek op 231 East 47th street (vierde verdieping). Na een aantal jaren verplaatste Andy Warhol zijn entourage naar een kantoorpand aan de overkant van de straat; 33 Union street West (zesde verdieping). Deze tweede Factory werd door Warhol zelf the Office genoemd want er was niet uitsluitend een atelier gevestigd, maar ook de redactie van het door Warhol opgerichte blad Interview. Warhol werd in de jaren van de Factory wereldwijd bekend met zijn zeefdrukken. Hij maakte zeefdrukken van elk onderwerp dat zich ervoor leende.
Warhols oeuvre baseert zich grotendeels op de Amerikaanse populaire cultuur. Hij schilderde en tekende bankbiljetten, stripafbeeldingen, voedsel, vrouwenschoenen, beroemdheden en alledaagse objecten. Voor hem vertegenwoordigden deze motieven de Amerikaanse culturele waarden.

### Muziek
Paul Morrisey wist Warhol over te halen manager te worden van een rockgroep. Het zou commercieel gezien een succes zijn als Warhol zijn talent voor media aandacht genereren zou combineren met een opzienbarende rockgroep. Warhol was niet meteen enthousiast, maar na aandringen van Morrisey ging hij overstag. Morrisey had de Velvet Underground op zien treden in cafe bizarre. Nadat Warhol ging kijken was hij meteen enthousiast. Hij zag een groep staan met een goede uitstraling die, terwijl toeristen aan hun drankje zaten, zongen over Heroine en SM. Warhol herkende wat hij deed met zijn kunst in wat de Velvet Underground deed met hun muziek.  Warhol maakte de Velvet Underground onderdeel van zijn multimediashow Exploding Plastic Inevitable.

### Schietpartij
Op 3 juni 1968 kwam Valerie Solanas, een radicaalfeministisch auteur die van tijd tot tijd rondhing in de Factory, in de studio opdagen en schoot Warhol en kunstcriticus Mario Amaya neer. Solanas was eerder op die dag afgewezen in de Factory, nadat zij een script had teruggevraagd dat ze aan Warhol ter inzage gegeven had. Het script was blijkbaar zoekgeraakt. Warhol raakte zwaar verwond door de schietpartij en werd in het ziekenhuis zelfs klinisch dood verklaard. Hij leed voor de rest van zijn leven aan de fysieke gevolgen van de aanslag. Zo moest hij bijvoorbeeld steeds een korset dragen om zijn onderbuik te ondersteunen. De schietpartij had een grote nawerking op Warhols leven en zijn kunst. De Factory werd strenger afgeschermd en voor velen betekende deze gebeurtenis het einde van de wilde jaren van de Factory. Diezelfde dag gaf Solanas zichzelf aan bij de politie en werd ze gearresteerd. Haar verklaring voor deze misdaad was dat Warhol te veel invloed op haar leven had gekregen.

### De jaren zeventig
In vergelijking met Warhols provocerende werk in de jaren zestig waren de jaren zeventig artistiek gezien minder productief, hoewel Warhol veel zakelijker werd. Volgens zijn toenmalige assistent Bob Colacello zocht Warhol in die jaren vooral naar gefortuneerde mensen bij wie hij een portretopdracht in de wacht kon slepen, zoals Mick Jagger, Liza Minnelli, John Lennon, Diana Ross, Brigitte Bardot en Michael Jackson en ook minder bekende bankdirecteuren en verzamelaars. Hij richtte het magazine Interview op en publiceerde in 1975 zijn boek The Philosophy of Andy Warhol, waarin hij zijn nuchtere ideeën omtrent kunst en leven uit de doeken deed. Van hem zijn de volgende uitspraken bekend: "Geld verdienen is kunst, werken is kunst en goede zaken doen is de allerbeste kunst".

#### Pat Hackett
In 1976 begon Warhol met een dagelijkse routine. Iedere ochtend om 09.00 uur belde hij met Pat Hackett die hij had aangenomen om zicht te houden op zijn uitgaven. Wat aanvankelijk slechts een ochtendje boekhouden zou zijn, veranderde al gauw in een uiterst intieme uitwisseling van privé-ervaringen tussen hen beiden. Warhol, die toch al "verslaafd was aan de telefoon", vertelde tegen Hackett over de nogal delicate details van de New Yorkse scene en beroemdheden, een onderwerp dat hem al van jongs af aan interesseerde. Net als zijn tijdscapsules waren de gesprekken er voor om een tijdsbeeld vast te leggen. Na zijn overlijden bracht Hackett een deel van deze aantekeningen uit als het boek 'The Andy Warhol Diaries'. In 2022 werd dit boek tot Netflixdocumentaire gemaakt.

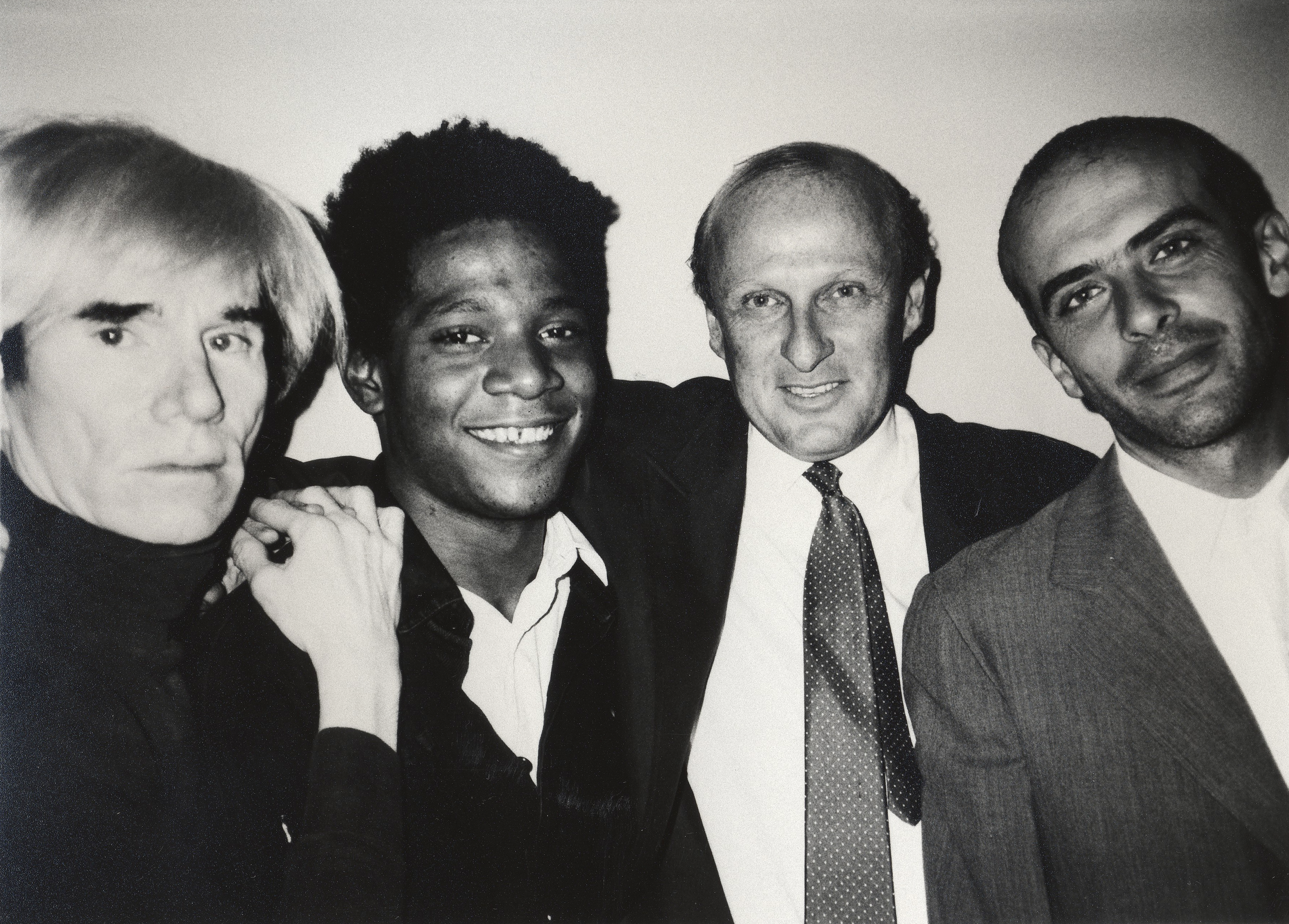
Andy Warhol, Jean-Michel Basquiat, Bruno Bischofberger en Fransesco Clemente, New York, 1984

### Basquiat
Warhol werkte een aantal jaren samen met Jean-Michel Basquiat, een jonge Haitiaanse kunstenaar, waar hij veel van zichzelf in herkende. De samenwerking was gelijkwaardig, Warhol was over zijn hoogtepunt heen en Basquiat had zijn naam al gevestigd. Door deze gelijkwaardigheid konden ze samenwerken aan zo'n 140 werken waarvan een deel in 1985 werd tentoongesteld in een duo-expositie in de New Yorkse galerie Tony Shafrazi.  De recensie in de New York Times die daarop volgde maakte van Basquiat de mascotte van Warhol, waarna hun samenwerking en ook vriendschap bekoelde.

### Overlijden en nalatenschap
Warhol overleed op 22 februari 1987 om 6.32 uur op 58-jarige leeftijd in New York. Hij was herstellende van een routineoperatie aan zijn galblaas toen hij in zijn slaap stierf aan een hartstilstand. Het ziekenhuispersoneel had hem na de operatie slaapmiddelen toegediend en had zijn welbevinden onvoldoende gevolgd. Daarom klaagden advocaten van Warhols nabestaanden het ziekenhuis aan wegens nalatigheid. Warhol had een medische behandeling almaar uitgesteld, omdat hij bang was voor ziekenhuizen en een grote hekel had aan dokters. 
Warhol werd begraven op de katholieke begraafplaats van St. John the Baptist Byzantine in Bethel Park, ten zuiden van Pittsburgh. Yoko Ono was een van de mensen die een afscheidsrede uitspraken op zijn begrafenis. Het internationale veilinghuis Sotheby's had negen dagen nodig om Warhols immense verzameling van kunst en 'prullaria' te veilen. De bruto-opbrengst van deze veiling was ca. 20 miljoen Amerikaanse dollar.

## Werk

### Schilderijen

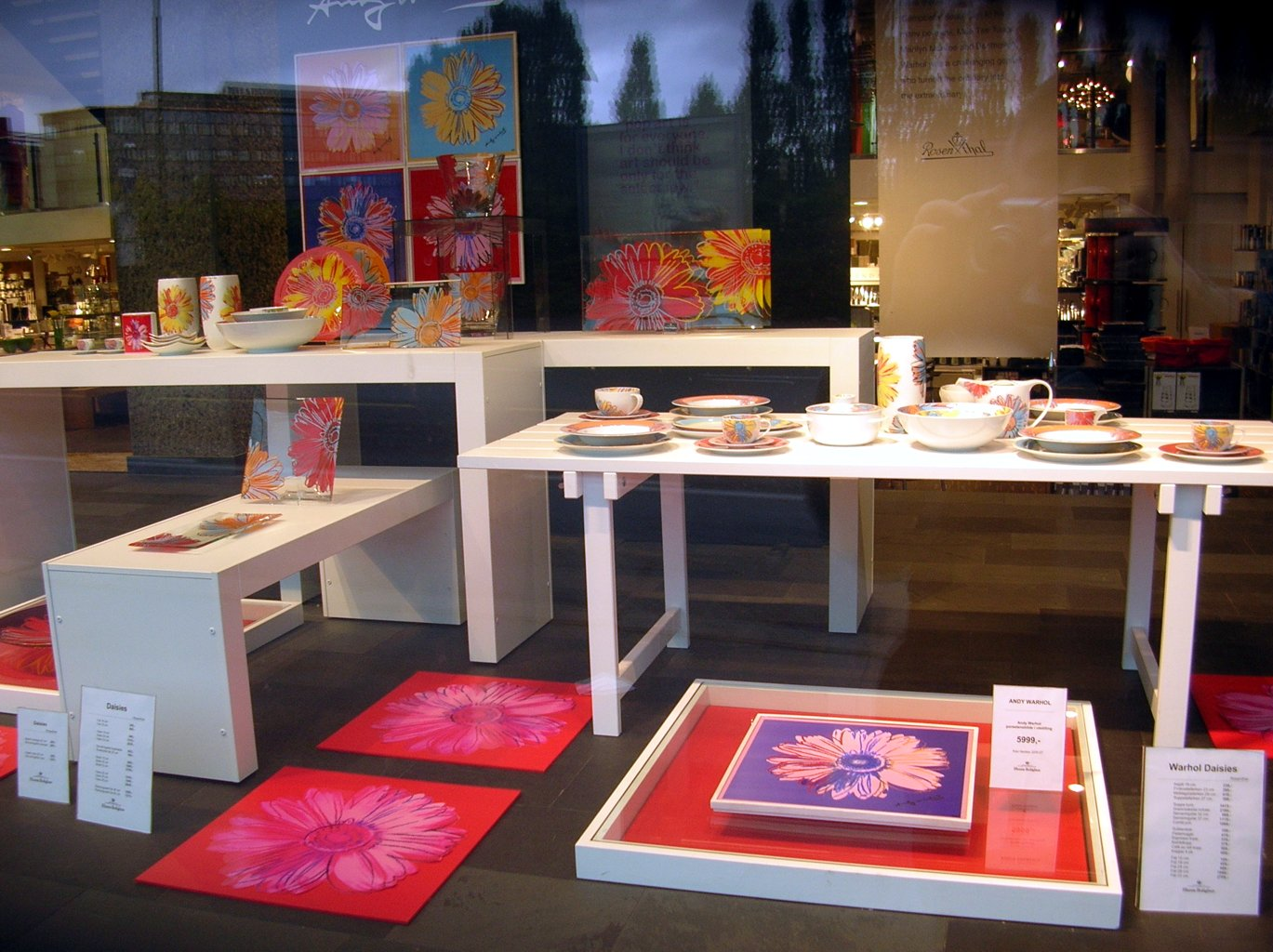
Winkel met artikelen die op een van de thema's van Warhol zijn gebaseerd

Warhol had reeds een reputatie opgebouwd als commercieel illustrator, vooral voor schoenenwinkels, toen hij besloot een carrière als beeldend kunstenaar te starten. Hij werd daartoe aangespoord door onder andere Emile de Antonio, die vond dat hij betere ideeën had dan vele van zijn tijdgenoten.
Op de kunstacademie had hij schilderijen gemaakt, maar daarna maakte hij vooral illustraties met tekeninkt onder andere voor warenhuizen en tijdschriften. Door overtrekken van zijn onderwerpen in inkt en afdrukken daarvan op aquarelpapier maakte hij meerdere variaties op zijn thema's. Als illustrator voelde hij zich niet voldoende serieus genomen en hij wilde een echte kunstenaar worden.
Toen Warhol weer begon te schilderen, koos hij een eigen aanpak. Hij begon te schilderen met gesloten luiken, en steeds dezelfde single op zijn platenspeler. Op dat moment was popart, zoals de benaming later zou worden, reeds in opkomst. Warhol adapteerde deze nieuwe stijl, waarbij alledaagse voorwerpen deel konden uitmaken van het repertoire van de kunstenaar. All is pretty (alles is mooi) was daarbij zijn devies. Zijn eerste werken tonen afbeeldingen naar krantenadvertenties voor korsetten, cola, likdoornpleisters en stofzuigers. Later begon hij met afbeeldingen uit strips, zoals Superman, Popeye en Dick Tracy.
Deze vroege werken waren handgeschilderd met opzettelijk aangebrachte verfdruipers. De druipers verwezen naar de op dat moment populaire stijl van het abstract expressionisme; die bijvoorbeeld door Jackson Pollock en Willem de Kooning werd toegepast. Hij wilde 'erbij horen' en succesvol zijn. Na de eerste handgemaakte schilderijen begon hij al snel met de meer afstandelijke zeefdrukken op doek waarmee hij beroemd werd.
Vaak is beweerd dat er weinig continuïteit bestaat tussen Warhol als "commerciële" artiest en Warhol als "kunstenaar"; maar een uitgebreider onderzoek van de advertenties ontworpen door Warhol suggereert dat de belangrijkste elementen van zijn werk in de vroege jaren 1960 al worden aangekondigd in het verfijnde arsenaal van de grafisch ontwerper: extreme close-ups en details, harde grafische contrasten en gesilhouetteerde vormen, schematische vereenvoudiging en vooral strenge compositie in reeksen.
Strips, typografie en dergelijke werden echter al gebruikt door artiesten als Roy Lichtenstein en Jasper Johns; Warhol zocht als onderwerp een persoonlijk kenmerk dat hem zou onderscheiden van de anderen. Een binnenhuisarchitecte, Muriel Latow stelde hem voor dat hij de dingen zou schilderen waarvan hij het meeste hield. In eerste instantie noemde hij "geld". Toen ze zei dat hij iets moest schilderen wat mensen herkennen, een blik soep bijvoorbeeld, vatte Warhol dit letterlijk op, zoals hij wel vaker deed, en voor zijn eerste grote tentoonstelling schilderde hij zijn roemruchte Campbell's-soepblikken. Hij schilderde alle tweeëndertig varianten van Campbell's-soup. De blikken verschillen alleen in de titel van de soep (zoals Chicken, of Cream of Asparagus). Warhol hield ook van geld en schilderde dus ook bankbiljetten. Hij adoreerde beroemdheden (en aspireerde beroemdheid); dus schilderde hij ze.

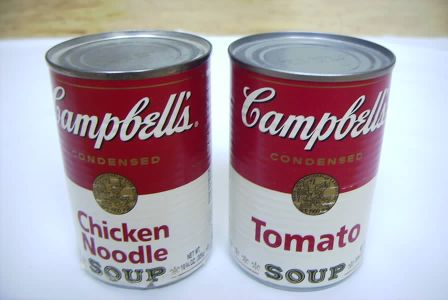
Blikken soep van Campbell's

De soepschilderijen kreeg Warhol in New York niet geëxposeerd, maar Irving Blum, die een galerie had in Los Angeles wilde ze wel exposeren. Sommige toeschouwers werden boos, anderen barstten in lachen uit. Een andere galeriehouder bij Blum in de straat, zette de soepblikken in de etalage en verkocht ze voor 20 cent.
Vanuit de soepblikschilderijen ontwikkelde Warhol zijn latere stijl. Hij verving het schilderen van een kenmerkend onderwerp door het schilderen volgens een kenmerkende stijl, waarbij het handgemaakte stilaan op de achtergrond raakte. Warhol ging varianten van de zeefdruktechniek toepassen en werd meer en meer de bedenker van schilderijen in plaats van de schilder die zelf de kwast vasthoudt. Op het hoogtepunt van zijn roem had hij meerdere assistenten in dienst, die volgens zijn aanwijzingen zeefdrukken produceerden in verschillende variaties wat betreft kleuren en afmetingen. Zijn belangrijkste assistent was Gerard Malanga, die enigszins bang was dat Warhol hem wilde versieren.
Warhol maakte zowel 'humoristische' (zoals de soepblikken) als 'ernstige' (de elektrische stoel) werken. Typisch aan zijn werk is zijn koele afstandelijkheid, waardoor de kijker zelf moet interpreteren wat de 'echte Andy' denkt. Is de kunstenaar gechoqueerd door dood of denkt hij dat het grappig is? Zijn afbeeldingen van soepblikken een boodschap over de goedkoopheid van de massacultuur, een grap over kunstverzamelaars die de schilderijen willen hebben, of hebben ze te maken met zijn oprechte liefde voor zijn moeder, die in zijn jeugd Campbell's soep voor hem maakte?
Warhols kunst werd meer en meer conceptueel. Zijn serie Do-It-Yourself-schilderijen en doeken in de vorm van de vlekken op een rorschachtest zijn bedoeld als populair commentaar op kunst en wat kunst zou kunnen zijn. Zijn behangpapier met koemotief en zijn oxidatie-schilderijen (met koperverf voorbereide doeken waarop geoxideerde urinevlekken te zien zijn) behoren ook tot deze context. Belangrijk is hoe deze werken en de manier waarop ze werden geproduceerd, de zeden en sfeer in Warhols Factory weerspiegelden.
Er werd gespeculeerd dat Warhol gewoon afbeeldingen maakte van objecten die in zijn tijd hip en modern waren maar voor Warhol was er altijd een persoonlijke relatie tussen hem en zijn onderwerpen. De Campbell's Soup-blikken, als voorbeeld, functioneerden niet louter als illustratie van de commerciële industrie en publiciteit, maar maakten ook inherent deel uit van Warhols eigen leven en herinneringen. Als kind kreeg hij deze soep van zijn moeder wanneer hij ziek was en hij hield er nog altijd van als volwassene. Voor hem (en voor vele Amerikanen) representeerde de soep een thuisgevoel.
Een ander criterium voor Warhols onderwerpkeuze was dat de onderwerpen een zekere filosofische notie moesten vertegenwoordigen en metaforische kwaliteit moesten bevatten. Als Warhol geld schilderde, was dat omdat hij dat wilde bezitten – doeken vol geld. Hij maakte zijn werk deels om dit geld (en succes, roem en misschien zelfs liefde) op te brengen. Tegelijkertijd beschouwden deze schilderijen kunst als een commercieel artikel: de schilderijen van dollarbiljetten stelden zowel monetaire waarde als investering voor. Op die manier hadden de schilderijen, in plaats van louter bankbiljetten voor te stellen, impact op ideeën als artistieke waarde of op de kunstpraktijk.
Op deze manier schilderde Warhol afbeeldingen van catastrofes in felle kleuren (Red Car Crash, Purple Jumping Man, Orange Disaster), omdat ze zowel de gruwel van de gebeurtenis op de foto en diens mediawaarde toonden als de manier waarop ze in de media werden gebagatelliseerd. Door van deze "willekeurige" krantenknipsels schilderijen te maken, veranderde Warhol ze in gedenktekens van persoonlijke tragediën. Zo tonen ze een persoonlijke ervaring én geven sociaal commentaar op een tijd waarin de media groeide in relevantie.
Op 4 augustus 1962 stierf Marilyn Monroe, waarna Warhol een grote serie portretten in zeefdruk van haar maakte, op grond van één oude foto. In de portretten gebruikt hij soms gedekte kleuren, of juist fluorescerende kleuren om bijvoorbeeld de mond te accentueren, dan wel goudverf.
In april 2012 werd een jeugdwerk van de twaalfjarige Warhol ontdekt. De tekening bleek verborgen in de lijst van een ander schilderij dat door de vinder op een rommelmarkt in Las Vegas gekocht was.

### Films
Naast het beoefenen van verschillende kunstvormen als schilderen, fotografie, tekenkunst en beeldhouwkunst, was Warhol een productief filmmaker. Tussen 1963 en 1968 maakte hij meer dan honderdzestig films, waarvan er 60 toegankelijk zijn. De films vertonen overeenkomsten met zijn schilderijen, die ook veel herhalingen vertonen, en subtiele variaties van beeld. In de jaren zeventig verbood Warhol de distributie van zijn films, maar in de jaren 80 gaf hij na veel aandringen toestemming om de films te restaureren.
In veel van zijn films werd de gebruikelijke projectiesnelheid gereduceerd van 24 beelden tot 16 beelden per seconde. Dit is net iets anders dan gebruikelijke slow-motion, waarbij de film juist op hogere snelheid wordt opgenomen, en op normale snelheid afgedraaid. Door de techniek van Warhol krijgen de afzonderlijke beelden meer nadruk.
Een van zijn beroemdste films, en tevens zijn eerste, Sleep (1963), toont acht uur lang een slapende man, John Giorno, met wie hij een relatie had. Warhol filmde telkens ongeveer drie uur, tot om vijf uur 's ochtends de zon opkwam. Het filmen duurde een maand. Blow Job (1963) is een voortdurende close-up van het gezicht van een man (DeVeren Bookwalter) die buiten beeld oraal bevredigd wordt. Volgens Gerard Malanga was in de onzichtbare rol de dichter en filmmaker Willard Maas actief, hoewel Warhol hierover in zijn memoires (Popism) een andere lezing gaf. De film Kiss (1963) toont gedurende 55 minuten close-ups van kussende paren.
In 1964 maakte Warhol een 99 minuten durend portret van de beroemde conservator van het Metropolitan Museum of Art, Henry Geldzahler. Tijdens de opnames liep Warhol gewoon weg. Op de film is goed te zien hoe Geldzahler zich verveelde en oncomfortabel was door de camera. Aan het eind van de film is hij geheel ingezakt. Uit 1964 stamt ook de film Eat met Warhols collega en vriend Robert Indiana, die heel bedaard en in close-up een paddenstoel zit te eten.
Een andere film, Empire (1964), bestaat uit een acht uur durende opname van het Empire State Building in New York bij avondschemering. Warhols rolprent Vinyl is een bewerking van de dystopische Anthony Burgess-roman A Clockwork Orange. Verdere films beelden geïmproviseerde ontmoetingen uit van Factory-habitués als Brigid Berlin, Viva, Edie Sedgwick, Candy Darling, Holly Woodlawn, Ondine, Nico en Jackie Curtis. In de film Camp verschijnt de binnen de subcultuur legendarische kunstenaar Jack Smith.
Veel beroemde bezoekers van de Factory werden in de periode 1963-1966 voor de camera gezet, en gedurende 2 minuten en 45 seconden gefilmd, de lengte van de standaard filmrol. Meestal zijn dat statische portretten. Door de filmpjes langzamer af te draaien worden de uitdrukkingen van de gezichten sterk uitvergroot. Het resultaat van deze opnames zijn ongeveer 500 films, door Warhol Screentests genoemd. Onder de geportretteerden zijn filmster Dennis Hopper en popster Lou Reed. De films werden in diverse samenstellingen gemonteerd en op exposities van Warhol en in filmhuizen getoond.
Warhols onorthodoxe aanpak wordt geïllustreerd door Kitchen (1965). De acteurs kennen hun rol niet uit het hoofd, maar het scenario zit verstopt op verschillende plaatsen op de set. De scenarist fluistert dialoogregels van buiten het beeld. De momentopnamen worden gemaakt tijdens het draaien. De decorbouwer verschijnt in beeld. De dialoog wordt overstemd door het geluid van een mixer. Er zijn lange periodes waarin er niets gebeurt. Er zijn twee paren personages met dezelfde namen. Warhol was niet geïnteresseerd in auctoriële beheersing, maar verschoof de last van de regisseur naar de acteurs en de opnameploeg. Hij toonde weinig interesse voor verhaalintriges (die hij als ouderwets beschouwde) of technische aspecten van het filmen. Warhol wilde het grensgebied onderzoeken tussen gespeelde actie en authentieker gedrag van niet-acteurs, en daarom liet hij de camera voortdurend lopen: hij wilde niets missen.
Warhols meest succesvolle film was Chelsea Girls (1966); de film was innovatief aangezien hij bestond uit twee simultaan geprojecteerde 16-mm-filmrollen met uiteenlopende verhalen. Vanuit de projectiecabine werd het geluidsniveau voor één film verhoogd om dat verhaal te verduidelijken terwijl het voor de andere film werd verlaagd, waarna de rollen werden omgekeerd. Deze wijze van verdubbeling van de afbeelding gebruikte Warhol ook in zijn zeefdrukken van het begin van de jaren zestig. De invloed van de film met meerdere gelijktijdige lagen en verhalen is merkbaar in moderne producties als Timecode van Mike Figgis en, indirect, de eerste seizoenen van 24.
Andere belangrijke films zijn My Hustler (1965) en Lonesome Cowboys (1968); een homo-erotische pseudowestern. Blue Movie, een film waarin Warhols 'superster' Viva gedurende 33 minuten seks heeft met een man, was Warhols laatste eigen film. Viva wist, nadat de film een schandaal had veroorzaakt vanwege de vrijzinnige benadering van seksualiteit, de openbare vertoning van deze film lang tegen te houden. De film werd in 2005 pas, voor het eerst sinds 30 jaar, opnieuw vertoond in New York.
Nadat Warhol op 3 juni 1968 was neergeschoten door Valerie Solanas trok hij zich terug als regisseur en liet het maken van films over aan Paul Morrissey. Deze stuurde de aanpak van de Warhol-films meer en meer in de richting van gewone B-movies met een duidelijk verhaaltje (bijvoorbeeld: Flesh, Trash en Heat). Deze films en ook de later gemaakte films Blood for Dracula en Flesh for Frankenstein waren veel normaler dan alles wat Warhol als regisseur ooit zelf had gemaakt. De ster in deze films was Joe Dallesandro, die eigenlijk eerder een Morrissey-ster was dan een echte Andy Warhol superstar.
Een andere film die veel furore maakte als Warhol-film heette Bad. Deze film werd in feite geregisseerd door Jed Johnson. De sterren van deze film waren Carroll Baker en Perry King. Om het succes van de latere films te vergroten werden rond 1972 al Warhols' eerdere avant-garde films uit de roulatie gehaald.
Warhol leverde van 1979 tot 1987 het artistieke concept voor een serie televisieprogramma's, 42 in totaal, die werden uitgezonden door commerciële zenders.
Een droom van Warhol was een Hollywood-film te maken, maar daar is hij nooit aan toegekomen.

#### Filmografie
- Sleep (1963)
- Andy Warhol Films Jack Smith Filming Normal Love (1963)
- Sarah-Soap (1963)
- Denis Deegan (1963)
- Kiss (1963)
- Rollerskate/Dance Movie (1963)
- Jill and Freddy Dancing (1963)
- Elvis at Ferus (1963)
- Taylor and Me (1963)
- Tarzan and Jane Regained... Sort of (1963)
- Duchamp Opening (1963)
- Salome and Delilah (1963)
- Haircut No. 1 (1963)
- Haircut No. 2 (1963)
- Haircut No. 3 (1963)
- Henry in Bathroom (1963)
- Taylor and John (1963)
- Bob Indiana, Etc. (1963)
- Billy Klüver (1963)
- John Washing (1963)
- Naomi and John (1963)
- Blow Job (1964)
- Eat (1964)
- Naomi's Birthday Party (1964)
- 13 Most Beautiful Women (1964)
- Batman Dracula (1964)
- Clockwork (1964)
- Couch (1964)
- Drunk (1964)
- Empire (1964)
- The End of Dawn (1964)
- Lips (1964)
- Mario Banana I (1964)
- Mario Banana II (1964)
- Messy Lives (1964)
- Naomi and Rufus Kiss (1964)
- Tarzan and Jane Regained... Sort of (1964)
- The Thirteen Most Beautiful Boys (1964)
- Beauty No. 2 (1965)
- Bitch (1965)
- Camp (1965)
- Harlot (1965)
- Horse (1965)
- Kitchen (1965)
- The Life of Juanita Castro (1965)
- My Hustler (1965)
- Poor Little Rich Girl (1965)
- Restaurant (1965)
- Space (1965)
- Taylor Mead's Ass (1965)
- Vinyl (1965)
- Screen Test (1965)
- Screen Test #2 (1965)
- Ari and Mario (1966)
- Hedy (1966)
- Kiss the Boot (1966)
- Milk (1966)
- Salvador Dalí (1966)
- Shower (1966)
- Sunset (1966)
- Superboy (1966)
- The Closet (1966)
- Chelsea Girls (1966)
- The Beard (1966)
- More Milk, Yvette (1966)
- Outer and Inner Space (1966)
- The Velvet Underground and Nico (1966)
- 3 Min. Mary Might (1966)
- Eating Too Fast (1966)
- The Velvet Underground and Nico: A Symphony of Sound (1966)
- Rick (1966)
- Withering Heights (1966)
- Paraphernalia (1966)
- Whips (1966)
- Patrick (1966)
- Bufferin (1966)
- Bufferin Commercial (1966)
- Susan-Space (1966)
- The Velvet Underground Tarot Cards (1966)
- Nico/Antoine (1966)
- Marcel Duchamp (1966)
- Dentist: Nico (1966)
- Ivy (1966)
- Denis (1966)
- Ivy and Denis I (1966)
- Ivy and Denis II (1966)
- Tiger Hop (1966)
- Since (1966)
- The Bob Dylan Story (1966)
- Mrs. Warhol (1966)
- Nancy Fish and Rodney (1966)
- Courtroom (1966)
- Jail (1966)
- Alien in Jail (1966)
- A Christmas Carol (1966)
- Four Stars aka **** (1966)
- The Andy Warhol Story (1967)
- Tiger Morse (1967)
- Sucking Lukes Hairy Asshole (1967)
- **** (1967)
- The Imitation of Christ (1967)
- The Nude Restaurant (1967)
- Bike Boy (1967)
- I, a Man (1967)
- Ed Hood (1967)
- Donyale Luna (1967)
- Tub Girls (1967)
- Construction-Destruction-Construction (1967)
- Withering Sighs (1967)
- Vibrations (1967)
- San Diego Surf (1968)
- Flesh (1968)
- The Loves of Ondine (1968)
- Blue Movie (1969)
- Lonesome Cowboys (1969)
- Trash (1968)
- Women in Revolt (1970)
- Water (1971)
- Factory Diaries (1971)
- Heat (1972)
- L'Amour (1973)
- Flesh for Frankenstein (1973) 
ook bekend als Andy Warhol's Frankenstein (VS)
- Blood for Dracula (1974) 
ook bekend als Andy Warhol's Dracula (VS)
- Vivian's Girls (1973)
- Phoney
- Nothing Special footage (1975)
- Fight (1975)
- Andy Warhol's Bad (1977)

### Muziek
In de jaren zestig ontdekte Warhol de groep The Velvet Underground en nam hen aan als een van zijn projecten. Hij was de producer van hun eerste album The Velvet Underground and Nico en ontwierp er ook de albumillustraties voor. Zijn échte aandeel in de productie kwam er uiteindelijk op neer dat hij betaalde voor de studiotijd. Na het eerste album werden Warhol en bandleider Lou Reed het meer en meer oneens over de richting die de band uit zou moeten gaan. Het contact tussen de twee vervaagde.
Warhol ontwierp de coverillustratie voor het Rolling Stones-album Sticky Fingers (1971) en Love You Live (1977). In 1975 werd aan Warhol gevraagd verschillende portretten te maken van Stones-zanger Mick Jagger.
In 1990 namen Lou Reed en John Cale het album Songs for Drella op. Een van Warhols bijnamen was Drella, een combinatie van Dracula en Cinderella (Assepoester). Op Drella verontschuldigt Reed zich ten opzichte van Warhol.
Warhol was bevriend met vele muzikanten onder wie Bob Dylan, John Lennon en Jim Morrison. Hij ontwierp de cover van Lennons Menlove Avenue (postuum 1986). Warhol verscheen als een barman in de video voor de The Cars-single Hello Again en in een Curiosity Killed The Cat-video voor hun Misfit-single. Beide video's werden geproduceerd door Warhols productiebedrijf. Hij 'had een boontje' voor Nick Rhodes van Duran Duran, die hij relatief vaak ontmoette.

### Andere media
Hoewel Andy Warhol de meeste bekendheid bereikte met zijn schilderijen en films, was hij actief in verschillende andere media, zoals:
- Mode — Van Warhol is bekend dat hij gezegd heeft dat hij liever een jurk koopt en aan de muur hangt, dan daar een schilderij op te hangen ("I'd rather buy a dress and put it up on the wall, than put a painting, wouldn't you?"). Een van zijn bekendste supersterren, Edie Sedgwick, wilde modeontwerper worden en zijn goede vriend Halston was er een. Warhols modewerk omvat gezeefdrukte kledij, een incidentele bijverdienste als catwalkmodel en zowel boeken over mode als schilderijen met modieuze onderwerpen (schoenen).
- Performances — Warhol en zijn entourage organiseerden happenings: theatrale multimediapresentaties tijdens feestjes met muziek, film, diaprojecties en Gerard Malanga in een S&M-outfit met een zweep slaand. Het hoogtepunt in deze periode van Warhols leven was de The Exploding Plastic Inevitable.
- Fax-art - Op 12 januari 1985 werkten Warhol, Joseph Beuys en de Japanse kunstenaar Kaii Higashiyama mee aan het Global-Art-Fusion project. Dit was een door de conceptkunstenaar Ueli Fuchser geïnitieerd intercontinentaal performance fax-art project, waarbij een fax met tekeningen van de drie kunstenaars in 32 minuten om de wereld werd gestuurd – van Düsseldorf via New York en Tokio naar Palais Liechtenstein, het museum voor de moderne kunst in Wenen. De fax was bedoeld als statement voor de vrede. Het was een van de eerste werken in een wereldwijde context.[8]
- Fotografie — Om zijn zeefdrukken te produceren maakte Warhol zelf foto's of liet deze door anderen maken. De foto's werden meestal gemaakt met een specifiek type Polaroid-camera, dat deze firma speciaal voor Warhol bleef produceren. De fotografische benadering van schilderen en zijn grote hoeveelheden snapshots, hadden hun effect op de artistieke fotografie van die dagen. Warhols late oeuvre omvat aan elkaar genaaide zwart-witfoto's.

Daarnaast gooide hij niets weg en bewaarde jarenlang alledaagse voorwerpen uit zijn studio in systematisch gedateerde dozen, die hij "tijdcapsules" noemde.

### Musea
Het Andy Warhol Museum in Pittsburgh, Pennsylvania is het grootste Amerikaanse museum opgedragen aan een enkele kunstenaar; het bevat meer dan 12.000 werken van Warhol. In de Slowaakse gemeente Medzilaborce, vlak bij het dorpje waarvan Warhol zijn ouders afkomstig zijn, is het Andy Warhol Museum voor Moderne Kunst te vinden. Het stelt een 160-tal werken van de kunstenaar en een groot aantal memorabilia van Warhol en zijn familie tentoon.

#### Werk in openbare collecties (selectie)
- Berardo Collectie Museum, Lissabon
  - Campbell's Soup
- Fine Arts Museums of San Francisco, San Francisco
- LAM museum, Lisse (Nederland)
- Metropolitan Museum of Art, New York
- Museum Boijmans Van Beuningen, Rotterdam[9]
  - The Kiss (Bela Lugosi)[10]
- Museum of Modern Art, New York
  - Campbell's Soup Cans[11]
- Paleis Het Loo, Apeldoorn [12]
- Rijksmuseum Amsterdam[13]
  - Queen Beatrix of the Netherlands[14]
- Stedelijk Museum Amsterdam
  - Bellevue II[15]
- TATE Modern Londen
  - Marilyn Diptych[16]

## Trivia
- Een van de beroemdste citaten van Andy Warhol is In the future everyone will be famous for fifteen minutes., vertaald: In de toekomst zal iedereen gedurende 15 minuten wereldberoemd zijn. Nadien zei hij over deze quote: I'm bored with that line. I never use it anymore. My new line is "In 15 minutes everybody will be famous."
- Begin april 2007 raakte bekend dat de New Yorkse verzamelaar José Mugrabi zijn 600 Warhols van de hand doet voor 1 miljard dollar aan een onbekende sjeik. De sjeik is zinnens een "Andy Warhol Museum" te bouwen in Abu Dhabi of Dubai. De familie Mugrabi bezit ook Warhols "Twenty Marilyns" (1962).
- In Jommekes-album 242 "De puddingkoningin" wordt er naar Warhol verwezen.
- In Groningen is een nachtcafé vernoemd naar deze artiest (nachtcafé Warhol). In het café zijn verschillende van zijn kunstvormen verwerkt in het interieur.